# Jay McGuiness
James "Jay" McGuiness (Newark, Nottinghamshire, 24 de julio de 1990) es un cantante, compositor y bailarín británico, más conocido por ser uno de los vocalistas de la boy band The Wanted. El 19 de diciembre de 2015, junto con Aliona Vilani, ganó la serie 13 de Strictly Come Dancing de la BBC. 
El 10 de octubre de 2017, McGuiness se unió a la primera serie de Celebrity Hunted junto con su excompañero de banda Siva Kaneswaran, ganaron la serie el 31 de octubre de 2017.

## Primeros años
McGuiness creció en Newark, Nottinghamshire, y asistió al All Saints RC School, Mansfield. Él tiene un hermano gemelo, Thomas y otros tres hermanos.
Desde la edad de 12 años, persiguió su amor por la actuación asistiendo a la Escuela de Danza Charlotte Hamilton en Newark. A medida que creció su amor por las artes escénicas, asistió a la prestigiosa Academia de Baile y Drama Midlands en Carlton, cerca de Nottingham.

## Carrera
McGuiness es conocido como uno de los cinco miembros de la boy band anglo-irlandeses The Wanted. Fue miembro de la banda desde 2010, junto a Max George, Siva Kaneswaran, Tom Parker y Nathan Sykes.
El 2 de diciembre de 2017, McGuiness apareció en Pointless Celebrities de la BBC.

### Strictly Come Dancing
El 24 de agosto de 2015, McGuiness fue confirmado como un concursante en la serie 13 de Strictly Come Dancing de la BBC. Fue emparejado con la bailarina profesional Aliona Vilani. En la tercera semana de competencia, recibió un total de 37 puntos de 40, el puntaje más alto de la semana 3 en la historia de la competencia, por su jive. También recibió los primeros 10 de la serie. En la semana 6, bailó un american smooth con «Li'l Red Riding Hood» de Sam the Sham and the Pharaohs y obtuvo 34 puntos, lo que lo colocó en el segundo lugar por solo un punto. En la semana 10 bailó un tango con «When Doves Cry» de Prince y obtuvo 38 puntos. En la semana 11 bailó una rumba con «Falling Slowly», del musical Once, y obtuvo 39 puntos, colocándolo en la cima. En la semifinal su charlestón anotó 37 puntos. En la final, el 19 de diciembre de 2015, la pareja bailó un quickstep con «My Generation» de The Who, con 36 puntos, un showdance con «Can't Feel My Face» de The Weeknd, obteniendo 35 puntos, y un pasodoble con «It's My Life» de Bon Jovi, con 39 puntos. En la votación pública, la pareja fue elegida ganadora de la serie, ganando el trofeo Glitterball.
| Semana         | Baile / Canción                                     | Puntajes de los jueces  | Puntajes de los jueces  | Puntajes de los jueces  | Puntajes de los jueces  | Resultado       |
| Semana         | Baile / Canción                                     | C.R.                    | D.B.                    | L.G.                    | B.T.                    | Resultado       |
| -------------- | --------------------------------------------------- | ----------------------- | ----------------------- | ----------------------- | ----------------------- | --------------- |
| 1              | Chachachá / «Reach Out I'll Be There»               | 5                       | 8                       | 7                       | 7                       | Sin eliminación |
| 2              | Vals / «See the Day»                                | 7                       | 8                       | 8                       | 8                       | Salvados        |
| 3              | Jive / «Misirlou» & «You Never Can Tell»            | 9                       | 9                       | 9                       | 10                      | Salvados        |
| 4              | Quickstep / «My Generation»                         | 5                       | 7                       | 6                       | 7                       | Salvados        |
| 5              | Pasodoble / «It's My Life»                          | 8                       | 9                       | 8                       | 8                       | Salvados        |
| 6              | American smooth / «Li'l Red Riding Hood»            | 8                       | 9                       | 8                       | 9                       | Salvados        |
| 7              | Tango argentino / «Diferente»                       | 8                       | 9                       | 8                       | 9                       | Salvados        |
| 8              | Foxtrot / «Lay Me Down»                             | 6                       | 8                       | 8                       | 8                       | Salvados        |
| 9              | Salsa / «Cuba»                                      | 9                       | 9                       | 9                       | 9                       | Salvados        |
| 10             | Tango / «When Doves Cry»                            | 9                       | 10                      | 9                       | 10                      | Salvados        |
| 10             | Quickstep-atón / «Sing, Sing, Sing (With a Swing)»  | Ganaron 3 puntos extras | Ganaron 3 puntos extras | Ganaron 3 puntos extras | Ganaron 3 puntos extras | Salvados        |
| 11             | Rumba / «Falling Slowly»                            | 9                       | 10                      | 10                      | 10                      | Salvados        |
| 12 (Semifinal) | Vals vienés / «Have You Ever Really Loved a Woman?» | 8                       | 9                       | 8                       | 9                       | Salvados        |
| 12 (Semifinal) | Charlestón / «Doctor Jazz»                          | 9                       | 9                       | 9                       | 10                      | Salvados        |
| 13 (Final)     | Quickstep / «My Generation»                         | 9                       | 9                       | 9                       | 9                       | Ganadores       |
| 13 (Final)     | Showdance / «Can't Feel My Face»                    | 8                       | 9                       | 9                       | 9                       | Ganadores       |
| 13 (Final)     | Pasodoble / «It's My Life»                          | 9                       | 10                      | 10                      | 10                      | Ganadores       |

## Vida personal
McGuiness es vegetariano, aunque se ha descrito a sí mismo como «no un vegetariano militante de ninguna manera». Fue nombrado celebridad vegetariana masculina más sexy de PETA en 2013. Él puede tocar la batería. Descubrió a The Wanted por Google buscando «audiciones» y obtuvo dos resultados, uno para un circo y otro para la banda.

## Filmografía
| Año  | Título                | Papel       | Noas                                        |
| ---- | --------------------- | ----------- | ------------------------------------------- |
| 2013 | Chasing the Saturdays | Él mismo    | Papel invitado; #DeepFriedSats              |
| 2013 | The Wanted Life       | Él mismo    | 7 episodios                                 |
| 2015 | Strictly Come Dancing | Él mismo    | Ganador de la serie 13                      |
| 2016 | Big The Musical       | Josh Baskin | Espectáculo musical                         |
| 2017 | Celebrity Hunted      | Él mismo    | Ganador de la serie 1 (con Siva Kaneswaran) |